# Agathon sequoiarum
Agathon sequoiarum är en tvåvingeart som först beskrevs av Alexander 1952.  Agathon sequoiarum ingår i släktet Agathon och familjen Blephariceridae. Inga underarter finns listade i Catalogue of Life.